# Hertha Berliner Sport-Club 1990-1991
Questa voce raccoglie le informazioni riguardanti l'Hertha Berliner Sport-Club nelle competizioni ufficiali della stagione 1990-1991.

## Stagione
Nella stagione 1990-1991 l'Hertha Berlino, allenato da Werner Fuchs, Pál Csernai, Peter Neururer e Karsten Heine, concluse il campionato di Bundesliga al 18º posto. In Coppa di Germania l'Hertha Berlino fu eliminato al secondo turno dal Duisburg.

## Rosa
| N. |                     | Ruolo | Calciatore           |
| -- | ------------------- | ----- | -------------------- |
|    | Germania (bandiera) | P     | Walter Junghans      |
|    | Germania (bandiera) | P     | Reinhard Mager       |
|    | Germania (bandiera) | P     | Marco Sejna          |
|    | Germania (bandiera) | D     | Dirk Greiser         |
|    | Norvegia (bandiera) | D     | Jan-Halvor Halvorsen |
|    | Germania (bandiera) | D     | Robert Holzer        |
|    | Germania (bandiera) | D     | Michael Jakobs       |
|    | Germania (bandiera) | D     | Frank Mischke        |
|    | Germania (bandiera) | D     | Daniel Scheinhardt   |
|    | Germania (bandiera) | D     | Norbert Schlegel     |
|    | Croazia (bandiera)  | C     | Dragutin Čelić       |
|    | Germania (bandiera) | C     | Armin Görtz          |

| N. |                     | Ruolo | Calciatore        |
| -- | ------------------- | ----- | ----------------- |
|    | Germania (bandiera) | C     | Torsten Gowitzke  |
|    | Germania (bandiera) | C     | Theo Gries        |
|    | Germania (bandiera) | C     | Oliver Holzbecher |
|    | Germania (bandiera) | C     | Wolfgang Patzke   |
|    | Germania (bandiera) | C     | André Winkhold    |
|    | Germania (bandiera) | C     | Marco Zernicke    |
|    | Germania (bandiera) | C     | Thomas Zetzmann   |
|    | Germania (bandiera) | C     | Martin Zimmer     |
|    | Germania (bandiera) | A     | Sven Kretschmer   |
|    | Germania (bandiera) | A     | Mike Lünsmann     |
|    | Germania (bandiera) | A     | Uwe Rahn          |
|    | Germania (bandiera) | A     | René Unglaube     |

## Organigramma societario
Area tecnica
- Allenatore: Karsten Heine
- Allenatore in seconda:
- Preparatore dei portieri:
- Preparatori atletici:

## Calciomercato

### Sessione estiva
| Acquisti | Acquisti         | Acquisti             | Acquisti |
| R.       | Nome             | da                   | Modalità |
| -------- | ---------------- | -------------------- | -------- |
| A        | Mark Farrington  | Fortuna Sittard      |          |
| C        | Armin Görtz      | Colonia              |          |
| A        | Uwe Rahn         | Colonia              |          |
| D        | Norbert Schlegel | Saarbrücken          |          |
| C        | André Winkhold   | Borussia M'gladbach  |          |
| C        | Thomas Zetzmann  | Borussia Dortmund II |          |

| Cessioni | Cessioni         | Cessioni         | Cessioni |
| R.       | Nome             | a                | Modalità |
| -------- | ---------------- | ---------------- | -------- |
| A        | Dirk Kurtenbach  | Fortuna Colonia  |          |
| D        | Christian Niebel | Blau-Weiß Berlin |          |

### Sessione invernale
| Acquisti | Acquisti       | Acquisti       | Acquisti |
| R.       | Nome           | da             | Modalità |
| -------- | -------------- | -------------- | -------- |
| C        | Dragutin Čelić | Hajduk Spalato |          |

| Cessioni | Cessioni        | Cessioni  | Cessioni |
| R.       | Nome            | a         | Modalità |
| -------- | --------------- | --------- | -------- |
| A        | Mark Farrington | Feyenoord |          |
| A        | Fred Klaus      | Osnabrück |          |

## Risultati

### Bundesliga

#### Girone di andata
| Arbitro: | Föckler |

|          |           |                          |
| Rahn 29’ | Marcatori | 46’ Knoflíček 51’ Kocian |

| Arbitro: | Berg |

|                                          |           |  |
| Sammer 54’, 72’ Buchwald 67’ Gaudino 74’ | Marcatori |  |

| Arbitro: | Mierswa |

|            |           |           |
| Greiser 5’ | Marcatori | 51’ Silva |

| Arbitro: | Löwer |

|                                           |           |                                       |
| Lelle 23’ Hotić 32’ Kuntz 73’, 85’ (rig.) | Marcatori | 21’ (rig.), 31’ Schlegel 75’ Lünsmann |

| Arbitro: | Umbach |

|  |           |             |
|  | Marcatori | 82’ Albertz |

| Arbitro: | Gangkofer |

|                                      |           |                           |
| Rzehaczek 9’ Kohn 40’ Legat 58’, 90’ | Marcatori | 32’ Rahn 88’ (rig.) Kruse |

| Berlino 22 settembre 1990, ore 15:30 CEST 7ª giornata | Hertha Berlino | 0 – 0 referto | Werder Brema | Stadio Olimpico (17 182 spett.)\| Arbitro: \| Weber \| |
| Arbitro:                                              | Weber          |               |              |                                                        |

| Arbitro: | Birlenbach |

|                   |           |  |
| Criens 3’ Max 21’ | Marcatori |  |

| Berlino 6 ottobre 1990, ore 15:30 CET 9ª giornata | Hertha Berlino | 0 – 0 referto | Colonia | Stadio Olimpico (16 120 spett.)\| Arbitro: \| Tritschler \| |
| Arbitro:                                          | Tritschler     |               |         |                                                             |

| Arbitro: | Dardenne |

|                             |           |  |
| Beiersdorfer 38’ Furtok 90’ | Marcatori |  |

| Arbitro: | Assenmacher |

|           |           |  |
| Kruse 19’ | Marcatori |  |

| Arbitro: | Kasper |

|                                       |           |          |
| Mill 70’ Zorc 82’ (rig.) Kutowski 90’ | Marcatori | 7’ Gries |

| Arbitro: | Boos |

|                            |           |              |
| Hartmann 64’, 85’ Sané 87’ | Marcatori | 81’ Unglaube |

| Berlino 17 novembre 1990, ore 15:30 CET 14ª giornata | Hertha Berlino | 0 – 0 referto | Bayern Monaco | Stadio Olimpico (38 752 spett.)\| Arbitro: \| Prengel \| |
| Arbitro:                                             | Prengel        |               |               |                                                          |

| Arbitro: | Föckler |

|          |           |                                                  |
| Türr 10’ | Marcatori | 39’ (aut.) Metschies 47’, 75’ Gries 81’ Unglaube |

| Berlino 8 dicembre 1990, ore 15:30 CET 16ª giornata | Hertha Berlino | 0 – 0 referto | Bayer Uerdingen | Stadio Olimpico (14 025 spett.)\| Arbitro: \| Ziller \| |
| Arbitro:                                            | Ziller         |               |                 |                                                         |

| Arbitro: | Tritschler |

|                                         |           |          |
| Kree 19’ (rig.) Leśniak 48’ Kirsten 74’ | Marcatori | 78’ Rahn |

#### Girone di ritorno
| Arbitro: | Albrecht |

|                                          |           |                      |
| Zander 58’ (rig.) Scheinhardt 63’ (aut.) | Marcatori | 2’ Unglaube 38’ Rahn |

| Arbitro: | Malbranc |

|  |           |                              |
|  | Marcatori | 23’ Sammer 64’ (rig.) Walter |

| Arbitro: | Assenmacher |

|                                        |           |  |
| Schütterle 27’ Bogdan 48’ Reichert 78’ | Marcatori |  |

| Arbitro: | Broska |

|  |           |                    |
|  | Marcatori | 2’ Hotić 89’ Kuntz |

| Arbitro: | Osmers |

|                                                  |           |                        |
| Allofs 54’, 73’ Andersen 78’ Schlegel 82’ (aut.) | Marcatori | 81’ Görtz 83’ Winkhold |

| Arbitro: | Scheuerer |

|                               |           |                                     |
| Gries 24’ (rig.) Unglaube 84’ | Marcatori | 13’ Milde 39’ Nehl 70’, 73’ Wegmann |

| Arbitro: | Prengel |

|                                                                          |           |  |
| Zernicke 28’ (aut.) Neubarth 35’ Rufer 50’, 63’, 84’ Harttgen 80’ (rig.) | Marcatori |  |

| Arbitro: | Harder |

|             |           |               |
| Lünsmann 3’ | Marcatori | 25’ Schneider |

| Arbitro: | Mölm |

|                                |           |                |
| Rudy 72’ Ordenewitz 88’ (rig.) | Marcatori | 26’ Kretschmer |

| Arbitro: | Führer |

|           |           |                                  |
| Gries 54’ | Marcatori | 16’, 84’, 90’ Furtok 37’ Stratos |

| Arbitro: | Aust |

|                                          |           |             |
| Möller 10’, 31’ Binz 62’ Sippel 72’, 89’ | Marcatori | 75’ Greiser |

| Arbitro: | Amerell |

|                          |           |                      |
| Kretschmer 43’ Gries 45’ | Marcatori | 2’ Zorc 31’ Breitzke |

| Arbitro: | Gangkofer |

|                     |           |                                      |
| Holzer 52’ Rahn 57’ | Marcatori | 18’ Hartmann 77’ Tschiskale 79’ Sané |

| Arbitro: | Kasper |

|                                                                       |           |                                       |
| Thon 19’, 45’ (rig.), 72’ Effenberg 38’ Wohlfarth 50’, 53’ Bender 74’ | Marcatori | 37’ Kretschmer 58’ Čelić 87’ Zernicke |

| Arbitro: | Dardenne |

|                     |           |                                             |
| Kretschmer 77’, 84’ | Marcatori | 6’ (rig.) Dittwar 24’, 50’ Oechler 34’ Wolf |

| Arbitro: | Schmidhuber |

|               |           |                             |
| Chapuisat 82’ | Marcatori | 27’ Lünsmann 89’ Kretschmer |

| Arbitro: | Fux |

|              |           |                       |
| Zetzmann 84’ | Marcatori | 9’ Buncol 48’ Kirsten |

### Coppa di Germania
| Arbitro: | Dardenne |

|           |           |                                       |
| Klack 90’ | Marcatori | 31’ Farrington 53’ Gowitzke 85’ Gries |

| Arbitro: | Steinborn |

|           |           |                       |
| Gries 61’ | Marcatori | 30’ Schmidt 41’ Woelk |

## Statistiche

### Statistiche di squadra
| Competizione      | Punti | In casa | In casa | In casa | In casa | In casa | In casa | In trasferta | In trasferta | In trasferta | In trasferta | In trasferta | In trasferta | Totale | Totale | Totale | Totale | Totale | Totale | DR  |
| Competizione      | Punti | G       | V       | N       | P       | Gf      | Gs      | G            | V            | N            | P            | Gf           | Gs           | G      | V      | N      | P      | Gf     | Gs     | DR  |
| ----------------- | ----- | ------- | ------- | ------- | ------- | ------- | ------- | ------------ | ------------ | ------------ | ------------ | ------------ | ------------ | ------ | ------ | ------ | ------ | ------ | ------ | --- |
| Bundesliga        | 14    | 17      | 1       | 7       | 9       | 14      | 28      | 17           | 2            | 1            | 14           | 23           | 56           | 34     | 3      | 8      | 23     | 37     | 84     | -47 |
| Coppa di Germania | -     | 1       | 0       | 0       | 1       | 1       | 2       | 1            | 1            | 0            | 0            | 3            | 1            | 2      | 1      | 0      | 1      | 4      | 3      | +1  |
| Totale            | 14    | 18      | 1       | 7       | 10      | 15      | 30      | 18           | 3            | 1            | 14           | 26           | 57           | 36     | 4      | 8      | 24     | 41     | 87     | -46 |

### Andamento in campionato
| Giornata  | 1  | 2  | 3  | 4  | 5  | 6  | 7  | 8  | 9  | 10 | 11 | 12 | 13 | 14 | 15 | 16 | 17 | 18 | 19 | 20 | 21 | 22 | 23 | 24 | 25 | 26 | 27 | 28 | 29 | 30 | 31 | 32 | 33 | 34 |
| --------- | -- | -- | -- | -- | -- | -- | -- | -- | -- | -- | -- | -- | -- | -- | -- | -- | -- | -- | -- | -- | -- | -- | -- | -- | -- | -- | -- | -- | -- | -- | -- | -- | -- | -- |
| Luogo     | C  | T  | C  | T  | C  | T  | C  | T  | C  | T  | C  | T  | T  | C  | T  | C  | T  | T  | C  | T  | C  | T  | C  | T  | C  | T  | C  | T  | C  | C  | T  | C  | T  | C  |
| Risultato | P  | P  | N  | P  | P  | P  | N  | P  | N  | P  | V  | P  | P  | N  | V  | N  | P  | N  | P  | P  | P  | P  | P  | P  | N  | P  | P  | P  | N  | P  | P  | P  | V  | P  |
| Posizione | 13 | 18 | 18 | 18 | 18 | 18 | 18 | 18 | 18 | 18 | 18 | 18 | 18 | 18 | 18 | 18 | 18 | 18 | 18 | 18 | 18 | 18 | 18 | 18 | 18 | 18 | 18 | 18 | 18 | 18 | 18 | 18 | 18 | 18 |

Legenda:

Luogo: C = Casa; T = Trasferta. Risultato: V = Vittoria; N = Pareggio; P = Sconfitta.

### Statistiche dei giocatori
| Giocatore      | Bundesliga | Bundesliga | Bundesliga  | Bundesliga | Coppa di Germania | Coppa di Germania | Coppa di Germania | Coppa di Germania | Totale   | Totale | Totale      | Totale     |
| Giocatore      | Presenze   | Reti       | Ammonizioni | Espulsioni | Presenze          | Reti              | Ammonizioni       | Espulsioni        | Presenze | Reti   | Ammonizioni | Espulsioni |
| -------------- | ---------- | ---------- | ----------- | ---------- | ----------------- | ----------------- | ----------------- | ----------------- | -------- | ------ | ----------- | ---------- |
| M. Farrington  | 9          | 0          | 1           | 0          | 1                 | 1                 | 1                 | 0                 | 10       | 1      | 2           | 0          |
| T. Gowitzke    | 19         | 0          | 1           | 0          | 2                 | 1                 | 0                 | 0                 | 21       | 1      | 1           | 0          |
| D. Greiser     | 15         | 2          | 2           | 0          | 1                 | 0                 | 0                 | 0                 | 16       | 2      | 2           | 0          |
| T. Gries       | 28         | 6          | 5           | 0          | 2                 | 2                 | 0                 | 0                 | 30       | 8      | 5           | 0          |
| A. Görtz       | 27         | 1          | 5           | 0          | 1                 | 0                 | 1                 | 0                 | 28       | 1      | 6           | 0          |
| J. Halvorsen   | 28         | 0          | 9           | 0          | 2                 | 0                 | 1                 | 0                 | 30       | 0      | 10          | 0          |
| O. Holzbecher  | 0          | 0          | 0           | 0          | 0                 | 0                 | 0                 | 0                 | 0        | 0      | 0           | 0          |
| R. Holzer      | 26         | 1          | 4           | 0          | 1                 | 0                 | 0                 | 0                 | 27       | 1      | 4           | 0          |
| M. Jakobs      | 11         | 0          | 1           | 0          | 2                 | 0                 | 0                 | 0                 | 13       | 0      | 1           | 0          |
| W. Junghans    | 28         | 0          | 0           | 0          | 2                 | 0                 | 0                 | 0                 | 30       | 0      | 0           | 0          |
| F. Klaus       | 8          | 0          | 0           | 0          | 1                 | 0                 | 0                 | 0                 | 9        | 0      | 0           | 0          |
| S. Kretschmer  | 22         | 6          | 1           | 0          | 1                 | 0                 | 0                 | 0                 | 23       | 6      | 1           | 0          |
| A. Kruse       | 12         | 2          | 4           | 1          | 2                 | 0                 | 0                 | 0                 | 14       | 2      | 4           | 1          |
| M. Lünsmann    | 28         | 3          | 2           | 0          | 1                 | 0                 | 0                 | 0                 | 29       | 3      | 2           | 0          |
| R. Mager       | 0          | 0          | 0           | 0          | 0                 | 0                 | 0                 | 0                 | 0        | 0      | 0           | 0          |
| F. Mischke     | 13         | 0          | 1           | 1          | 1                 | 0                 | 0                 | 0                 | 14       | 0      | 1           | 1          |
| W. Patzke      | 6          | 0          | 1           | 0          | 1                 | 0                 | 0                 | 0                 | 7        | 0      | 1           | 0          |
| U. Rahn        | 21         | 5          | 0           | 0          | 0                 | 0                 | 0                 | 0                 | 21       | 5      | 0           | 0          |
| D. Scheinhardt | 24         | 0          | 4           | 0          | 1                 | 0                 | 0                 | 0                 | 25       | 0      | 4           | 0          |
| N. Schlegel    | 26         | 2          | 4           | 0          | 2                 | 0                 | 0                 | 0                 | 28       | 2      | 4           | 0          |
| M. Sejna       | 6          | 0          | 0           | 0          | 0                 | 0                 | 0                 | 0                 | 6        | 0      | 0           | 0          |
| R. Unglaube    | 20         | 4          | 0           | 0          | 1                 | 0                 | 0                 | 0                 | 21       | 4      | 0           | 0          |
| A. Winkhold    | 17         | 1          | 6           | 0          | 0                 | 0                 | 0                 | 0                 | 17       | 1      | 6           | 0          |
| M. Zernicke    | 18         | 1          | 1           | 0          | 0                 | 0                 | 0                 | 0                 | 18       | 1      | 1           | 0          |
| T. Zetzmann    | 3          | 1          | 0           | 0          | 0                 | 0                 | 0                 | 0                 | 3        | 1      | 0           | 0          |
| M. Zimmer      | 2          | 0          | 0           | 0          | 0                 | 0                 | 0                 | 0                 | 2        | 0      | 0           | 0          |
| D. Čelić       | 14         | 1          | 1           | 0          | 0                 | 0                 | 0                 | 0                 | 14       | 1      | 1           | 0          |